# École pratique d'agriculture des Trois-Croix
L'École pratique d'agriculture des Trois-Croix est un établissement scolaire destiné à l'enseignement de l'agriculture, fondé à Rennes en 1832. L'établissement, à la suite de plusieurs mutations, est devenu aujourd'hui le lycée public d'enseignement agricole Théodore-Monod situé dans la commune du Rheu près de Rennes.

## Histoire

### Au démarrage: annexe de l'école normale de Rennes
L'établissement, fondé en 1832, est d'abord une annexe de l'école normale de Rennes, située dans la ferme du Gros-Malhon. La fondation a lieu à l'initiative du département d'Ille-et-Vilaine. En effet, c'est en 1831 que la première école normale est créée à Rennes ayant pour objectif d'instruire de futurs maîtres, mais aussi de leur donner des bases en agriculture, car l'essentiel de la population départementale est une population agricole. Cependant, il n'y a pas de formation agricole en Ille-et-Vilaine à cette époque, donc le recteur contacte le directeur de l'école supérieure d'agriculture la plus réputée : celle de Grignon, pour recruter un enseignant formé aux sciences agricoles afin de diriger l'école d'agriculture mise en place en annexe de l'école normale. L'école est reportée sur le domaine des Trois-Croix en 1837. 
Elle devient indépendante en 1841. L'école demande le statut de « ferme école » à la suite de la loi sur l'enseignement agricole de 1848 mais le conseil général a ajourné la décision. Ainsi, l'école conserve le nom d'école d'agriculture des Trois-Croix. Elle est transformée en école pratique d'agriculture en 1875. Elle est située à Rennes jusque dans les années 1970, où elle est déplacée au Rheu.
Jean-Jules Bodin, ancien élève de l'école nationale d'agronomie de Grignon, est nommé directeur, poste qu'il occupera jusqu'à son décès en 1867.
C'est la deuxième fondation de ce type en France, après celle de Grand-Jouan, en Loire-Atlantique, ouverte en 1830 et devenue par la suite l'École nationale supérieure agronomique de Rennes.  

### Un établissement novateur

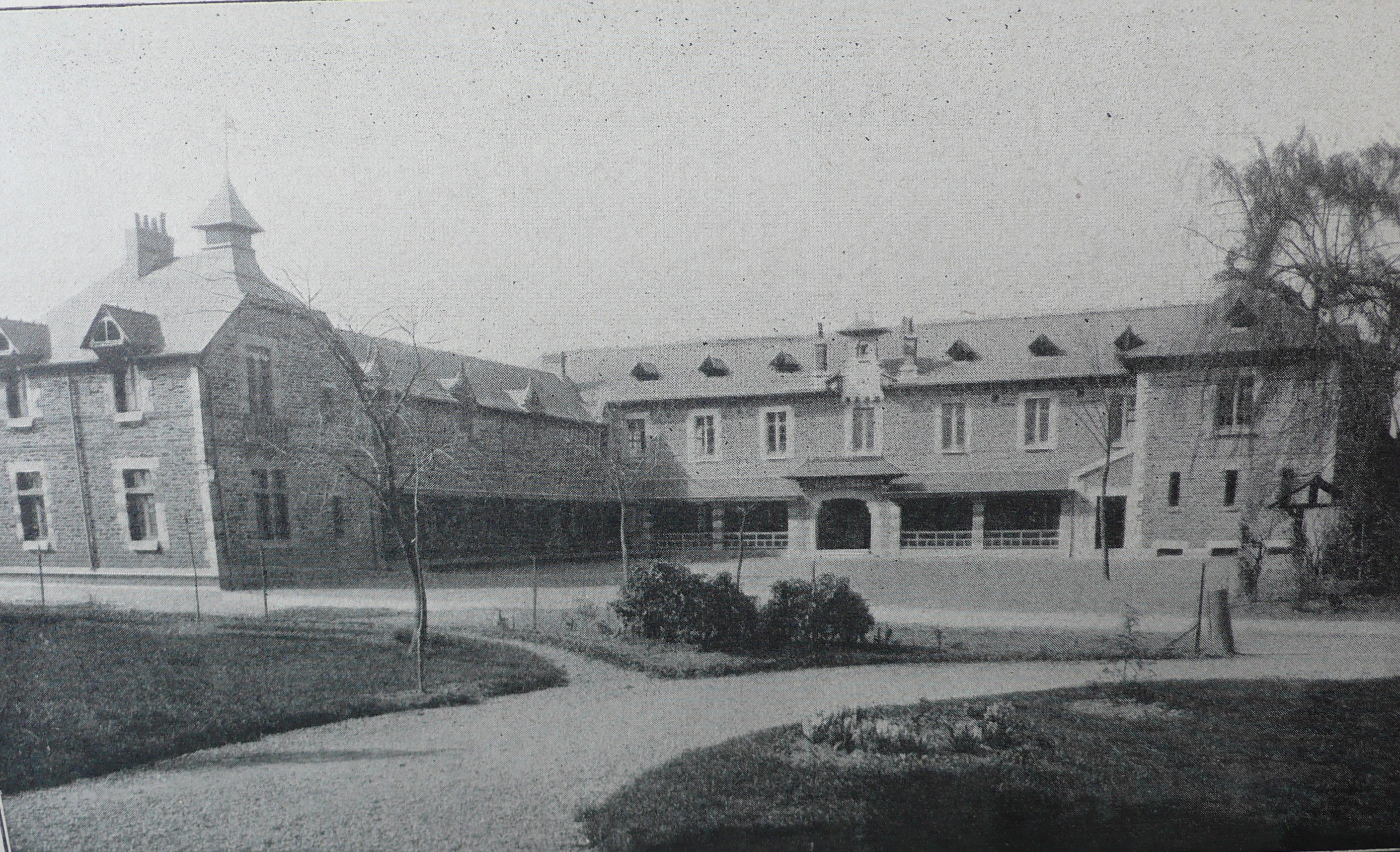
Bâtiments (vue d'ensemble) en 1903.

L'exploitation passe de 37 hectares en 1837, à 98 hectares, en 1872. Célèbre pour sa fabrique d'instruments aratoires ouverte en 1858, la ferme-école est primée en 1871. Des machines à vapeur actionnant la forge et la scierie y sont installées en 1834 ; en 1860, l'entreprise compte 17 forges. Les premiers batteurs sont fabriqués en 1844. L´ancien manoir est démoli en 1884 pour agrandir l'école. En 1900, un pavillon est construit sur les plans de l'architecte Crespel.
L'école est réputée par ses cultures dont les rendements sont élevés. Son but est de former les jeunes qui désirent étudier la production de céréales, l’élevage des chevaux et des bovins allaitants, la production du lait, la culture des vergers et la fabrication du cidre.
Georges Lechartier (1837-1903) ouvre en 1878, grâce au concours du ministère de l'Agriculture, une station agronomique à l'école pratique d'agriculture. Il s'agit d'un centre destiné à l'étude et la recherche scientifique, rattaché à l'université des sciences de Rennes.

### Les vergers d'études
Les vergers d'études de l'école sont réputés, et servent à expérimenter un très grand nombre de variétés de pommes sous la houlette du directeur Émile Hérissant. Les résultats des analyses effectuées de 1887 à 1900 sont présentés régulièrement dans la revue Le Cidre et le Poiré. Les critères d'analyse sont les suivants : poids moyen d’une pomme, densité du jus, dosage par litre de jus de sucre, acidité exprimée en acide sulfurique, tannin, mucilage. 
Les variétés étudiées : Peau de blaireau, péré ambré, petit doux, Philibert (St), plate blanche, précoce Davis, Queue torte. variétés : Railé Varin, Reine des pommes, reinette de Toux, reinette douce, ridel (pomme de), rigolette, robert de Rennes. Rouge avenel, rouge blanche, rouge bruyère d’Yvetot, rouge duret. rouge de trèves, rouge du Landel, rougette, rouge mulot, rosine, saint-jean fleuri, saule, tesnière, toupie, touvent, touyon (pomme de), vertante ou gallot, vice-président héron, vincennes.
La société des Trois-Croix expose lors du premier concours organisé par l'association pomologique de l'Ouest. De plus, les laboratoires de l'école servent à analyser les différentes variétés de pommes exposés lors de ce concours, à la demande du ministre de l'Agriculture, Jules Méline.

Pommiers et variétés de pommes du verger d'étude
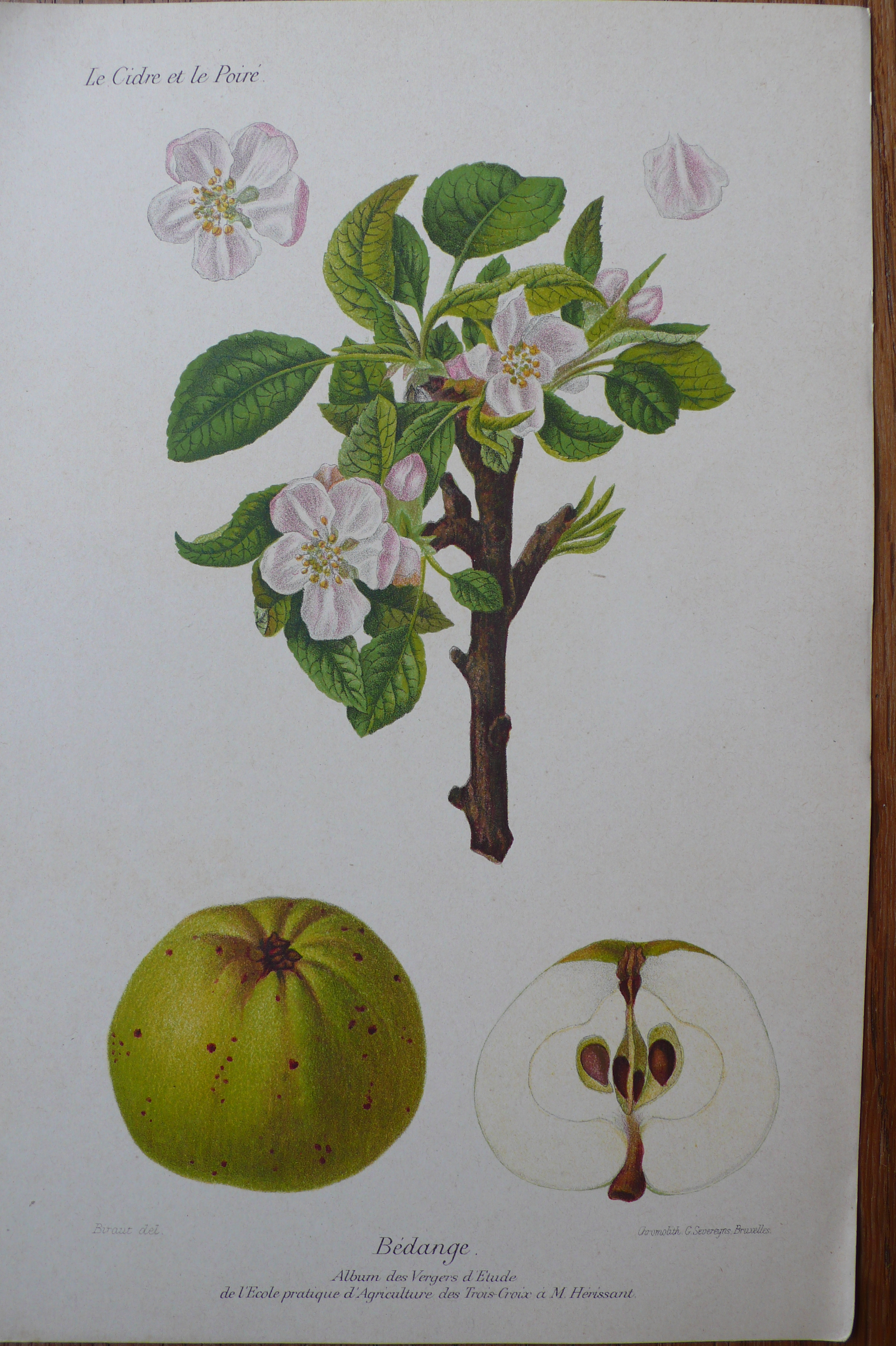
Pomme bédange, planche dessinée pour la revue Le Cidre et le Poiré.
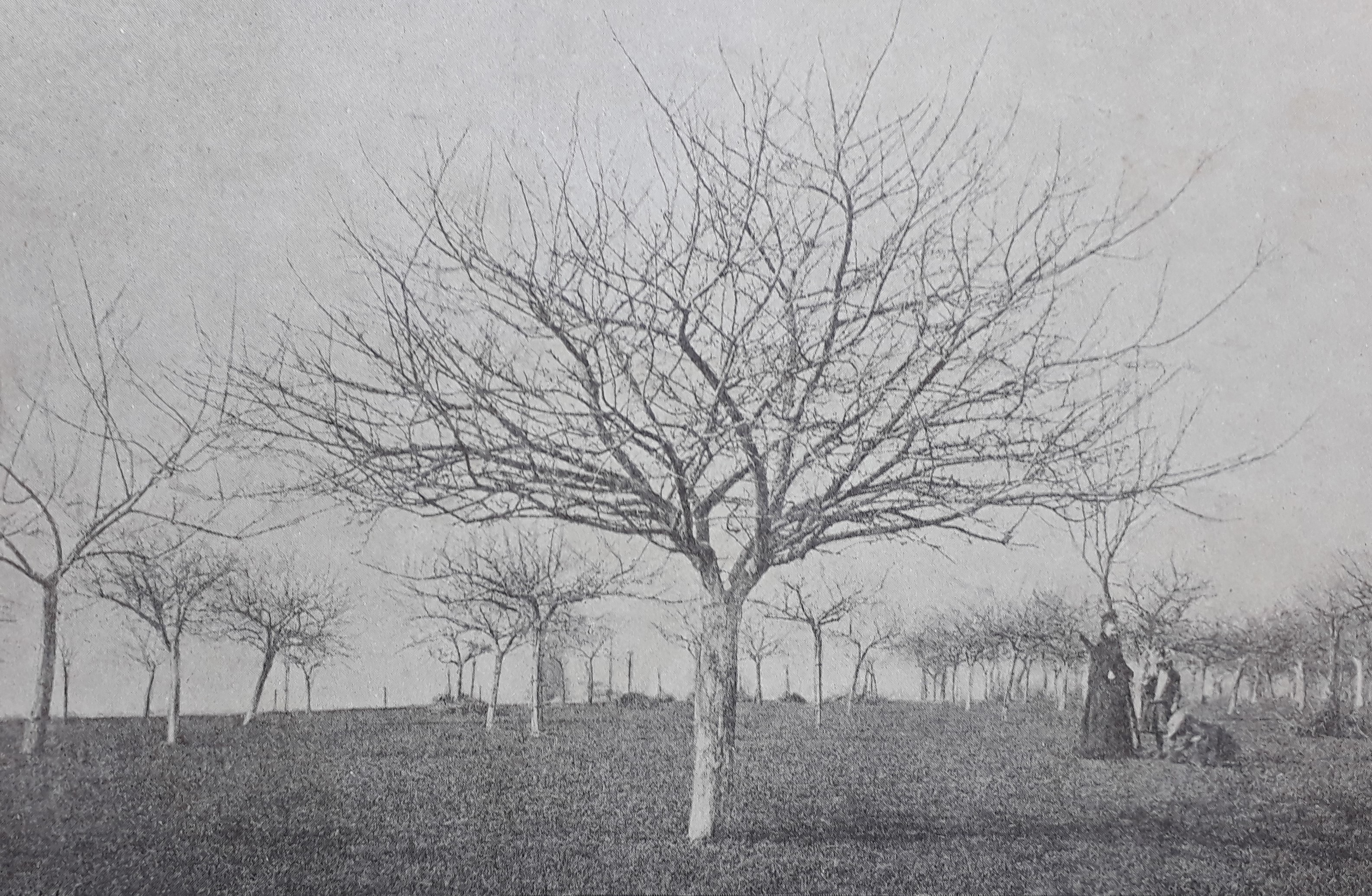
Pommier de variété Bedange dans le verger d'étude de l'école.

### Directeurs

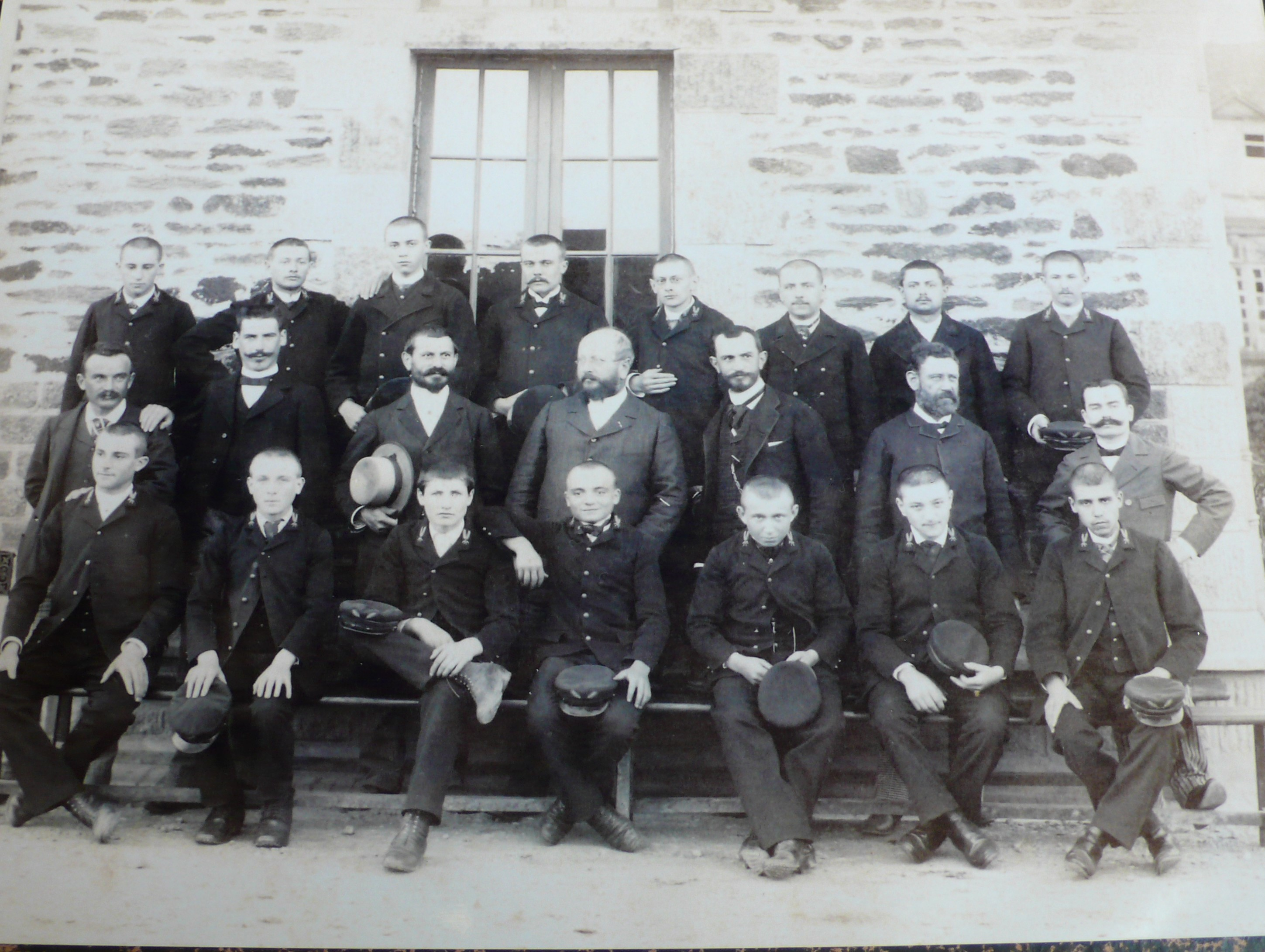
Promotion 1892. Au deuxième rang les professeurs. Émile Herissant au centre.

Peu avant son décès, son fils cadet, Eugène Albert Bodin (1843-1882), est nommé directeur adjoint de l'école d'agriculture. Puis, après son décès, c'est lui qui reprend la direction de l'école, jusqu'en 1882. Et c'est Madame Huguette (Madame Jules Bodin) qui dirige en 1886, le premier établissement féminin de l'enseignement public agricole français, l'école nationale d'agriculture pour jeunes filles, annexée à l'école des Troix-Croix.
Émile Hérissant fut directeur provisoire en 1884 et était encore directeur en 1892. Noël Deschamps a été directeur vers 1918. Ce dernier a donné son nom à une variété de pommier à cidre.

### Équipe enseignante
Plusieurs anciens élèves de l'école nationale supérieure d'agronomie de Grignon sont passés enseignants à l'école pratique d'agriculture des Trois-Croix. On peut citer : Le premier directeur, Jean-Jules Bodin, mais aussi, Servin (diplômé de Grignon en 1884) qui devient par la suite professeur d'agriculture de l'Ille-et-Vilaine, Jénot (diplômé de Grignon en 1883), professeur de physique et de chimie et qui a par la suite également été nommé professeur d'agriculture de l'arrondissement de Montbéliard (Doubs). On peut également parler de Gabriel Pic (1862-19..) en 1897 et qui devient plus tard directeur des services agricoles d'Ille-et-Vilaine.
Cheminel, chef de pratique agricole à l’école d’agriculture des Trois-Croix, fait aussi partie de la commission qui institue le comité d'action agricole à Rennes, à la suite de la délibération du conseil municipal le 27 février 1916. Ce comité, régit par un décret ministériel, obligatoire dans toutes les communes, est chargé d’organiser les travaux de culture, de se mettre à la disposition des agriculteurs pour leur donner conseils et appui et leur faciliter les moyens de se procurer les engrais, les semences, les animaux de travail, les machines.
- Monsieur Rey du Boissieu était également professeur en 1897.
- Pierre-Barthélémy Roux (1893-1982), professeur de zootechnie et d'hygiène vétérinaire vers 1924-1925.
- Marcel Biétry, professeur dans cette école juste après la Seconde Guerre mondiale.
- Georges Gay (1925 ou 1926-2022) y a enseigné avant de diriger le lycée agricole de Sées (Orne).

### Conditions d'admission
Les examens pour l’admission des élèves à l’École pratique d’agriculture des Trois-Croix ont lieu à Rennes. Les candidats doivent avoir 13 ans au moins et 18 ans au plus. L’examen d’admission porte sur les matières faisant partie du programme de l’enseignement primaire. Langue française (orthographe et style), arithmétique, système métrique, histoire et géographie de la France. Pour intégrer l'école, les connaissances exigées sont équivalentes à celles du certificat d’études primaires.
L’école reçoit des élèves internes, demi-pensionnaires, externes. Le prix de la pension est de 500 francs par an et la demi-pension 250 francs par an. Externat, 50 francs par an. Vingt places de boursiers sont disponibles. En 1895, dix bourses affectées annuellement par l’État et les départements d’Ille-et-Vilaine et des Côtes-du-Nord.
Les examens d’admission ont lieu en août, mais une série d’examens a lieu en octobre pour répartir les bourses restantes, à Rennes.
En 1891, quatorze candidats se sont présentés devant le comité d’examen de l’école pratique d’agriculture des Trois-Croix, siégeant à Rennes et composé de MM. De Montgamont, Divel, conseillers généraux ; Champion, propriétaire-agriculteur, Georges Lechartier, professeur à la faculté des sciences de Rennes. Deux des candidats ont été proposés par les bourses créées par le conseil général des Côtes-du-nord, cinq autres pour les bourses créées par l’État, et les trois bourses restantes divisées en demi-bourses ont été attribuées à six candidats. 

### Organisation des cours

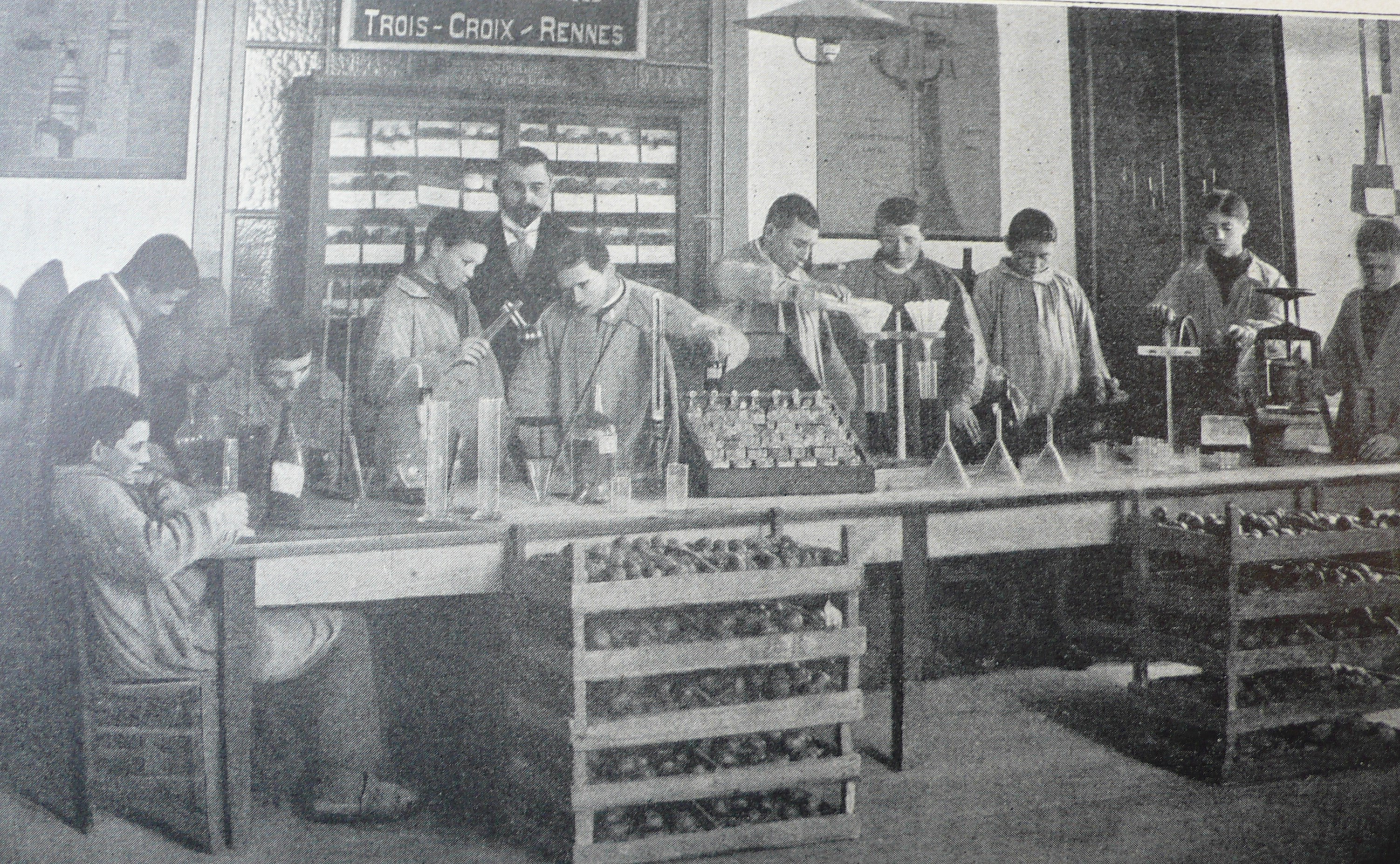
Le laboratoire de l'école en 1903.

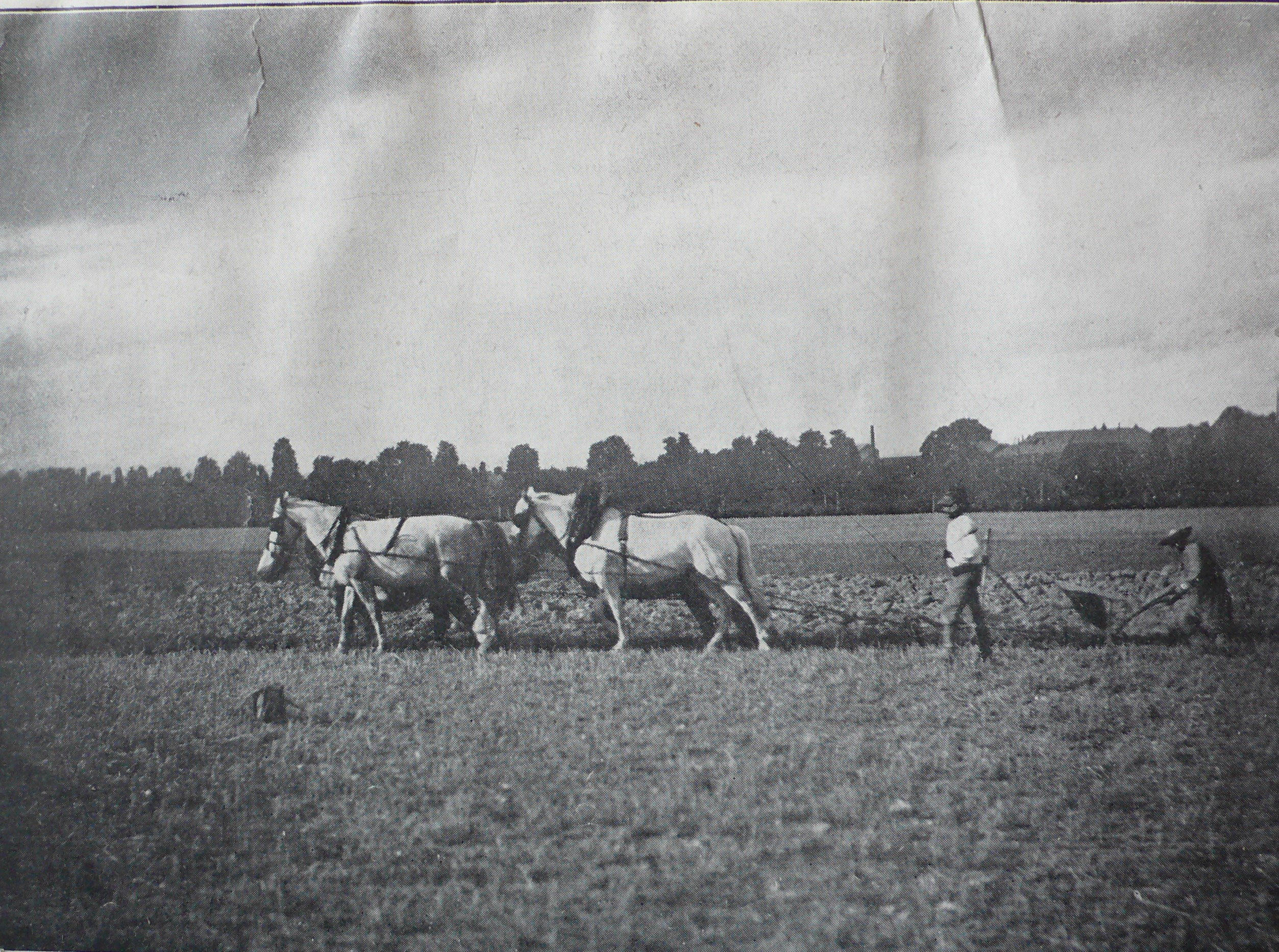
Labour d'automne réalisé à l'école (1925).

La durée des cours est de deux ans. L’enseignement est à la fois théorique et pratique. La moitié du temps est affecté à la pratique et la moitié à la théorie.
L’enseignement théorique comprend les mêmes matières que celles de l’enseignement primaire supérieur, mais à cela, s'ajoutent un grand nombre de cours consacrés à l'agriculture. On peut citer des cours de physique, de chimie, et de génie rural. Une partie de l'enseignement est consacrée à la mécanique agricole (l'étude des machines, des instruments et constructions agricoles) ainsi qu'à l'étude des industries agricoles (lait, beurre, fromage, cidre etc.). Le programme inclut un grand nombre de cours consacrés aux sciences naturelles (zoologie, botanique, géologie, minéralogie, insectes utiles et nuisibles) ainsi que de l'horticulture, de la culture potagère et fruitière, mais aussi l'hygiène des animaux domestiques, la législation rurale et l'économie rurale. L’enseignement pratique comprend l’exécution de tous les travaux de l’exploitation agricole. 
Le programme comprend également des exercices militaires, comme dans toutes les écoles pratiques situées en zone rurale, et qui ne sont pas des écoles professionnelles. 
À la sortie, les élèves qui réussissent l’examen de sortie, reçoivent un certificat d’instruction agricole, qui leur donne droit de concourir pour les bourses instituées dans les écoles nationales d’agriculture et d’horticulture, à savoir Grignon, Rennes ou La Saulsaie (qui devient en 1872 à L'école nationale de Montpellier).

### Étudiants illustres
- Parmi les plus illustres étudiants de l'école, se trouve Jean Guilhon (1906-1995), diplômé en 1926, qui fut plus tard président de l'Académie vétérinaire de France.
- Émile Bizet (1920-1983) y a étudié et fut par la suite homme politique de la Manche et vétérinaire.
- Léon Paul Louis Vassilière (1845-1911) y fut étudiant avant de devenir agronome[27].
- Louis Malassis (1918-2007) y a étudié de 1931 à 1935 avant d'être directeur de recherche INRA associé à la Chaire d'économie de l’École Nationale d'Agriculture de Rennes.